# Höggrund (sydöst om Bågaskär, Ingå)
Höggrund är en ö i Finland. Den ligger i Finska viken och i kommunen Ingå i landskapet Nyland, i den södra delen av landet. Ön ligger omkring 59 kilometer sydväst om Helsingfors.
Öns area är 1,4 hektar och dess största längd är 180 meter i öst-västlig riktning.